# トゥーリオ・レヴィ＝チヴィタ

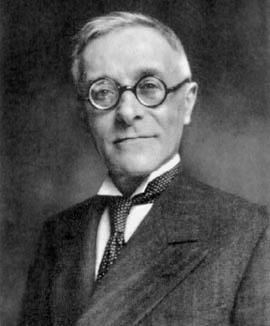
トゥーリオ・レヴィ＝チヴィタ

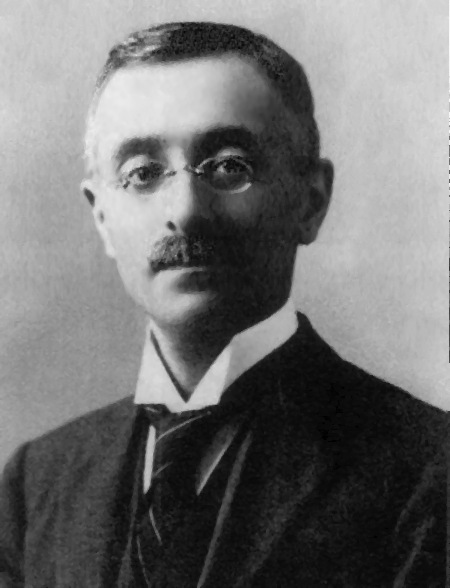
トゥーリオ・レヴィ＝チヴィタ

トゥーリオ・レヴィ＝チヴィタ（Tullio Levi-Civita、1873年3月29日 - 1941年12月29日）は、イタリアのパドヴァ出身のユダヤ人数学者。テンソル解析学（絶対微分学）に貢献し、レヴィ＝チヴィタ記号（エディントンのイプシロン）の考案者として名高い。また、レヴィ・チヴィタ接続（en:Levi-Civita connection）やレヴィ＝チヴィタ (クレーター)（en:Levi-Civita (crater)）に名前が伝わっている。

## 生涯
1873年3月29日、イタリアパドヴァにてユダヤ人家族のもとに生まれ、1892年にはパドヴァ大学で数学を学び、1898年にLibera Trevisaniと結婚した。
レヴィ＝チヴィタの師匠はリッチテンソルとして名が伝わっているイタリアの数学者、グレゴリオ・リッチ＝クルバストロ（en:Gregorio Ricci-Curbastro）で、『絶対微分学の方法とその応用』（Méthode du calcul différentiel absoluet leurs applications）が1901年にリッチと共に著された。
1941年12月29日、ローマで亡くなった。